# There's a Place
Pistes de Please Please Me
A Taste of Honey Twist and Shout
There's a Place est une chanson des Beatles parue en avant-dernière position sur leur premier album Please Please Me le 22 mars 1963. Elle a été composée par John Lennon et Paul McCartney qui la chantent en harmonie. La chanson traite d'un thème cher à Lennon : le réconfort que l'on peut trouver en s'isolant dans ses pensées. Elle préfigure en cela d'autres compositions telles que Strawberry Fields Forever. D'un point de vue musical, la chanson s'inspire des disques de la Motown.
Elle est enregistrée le 11 février 1963 aux studios EMI d'Abbey Road durant le marathon de 585 minutes au cours duquel 10 des 14 chansons de l'album furent mises en boîte dans des conditions live : il s'agit de la première chanson enregistrée.
Outre l'album Please Please Me, There's a Place sort également au Royaume-Uni sur l'EP Twist and Shout qui devient la quatrième meilleure vente de disque de 1963 dans le pays. Aux États-Unis, elle ne sort que l'année suivante, sur l'album Introducing… The Beatles et en face B du single Twist and Shout. Dans les années qui suivent, elle fait l'objet de quelques reprises.

## Genèse
There's a Place est une chanson composée par John Lennon et Paul McCartney au 20 Forthlin Road (Liverpool), domicile de ce dernier. Selon Lennon, il s'agit d'une tentative de sa part de copier le style de la Motown, comme il l'explique lors de son interview à Playboy en 1980 : « There's a Place était mon essai pour composer un truc qui sonne Motown, noir. Ça raconte les habituels trucs à la Lennon : « dans mon esprit, il n'y a pas de regret »... Tout est dans votre esprit ». Les disques de ce label sont en effet à l'époque une des sources d'inspiration des Beatles, qui reprennent notamment des chansons comme Money (That's What I Want) ou Please Mr. Postman.

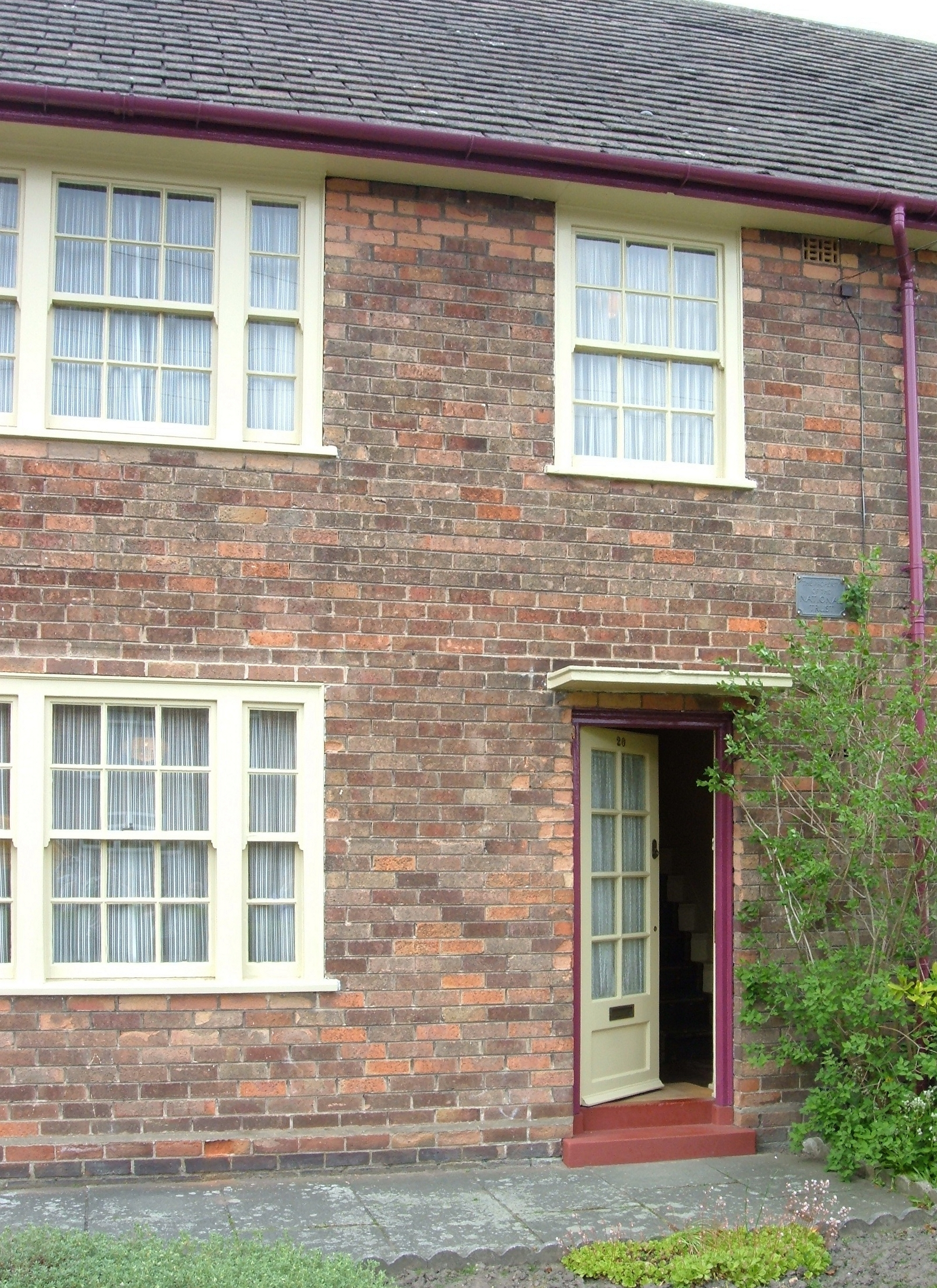
La chanson a été composée chez Paul McCartney, au 20 Forthlin Road.

Si la chanson parle principalement d'amour, le chanteur s'adressant à une femme à qui il pense, elle a également des paroles plus profondes. Lennon y traite en effet d'un thème qui lui est cher, le réconfort que l'on peut trouver en se refermant dans son esprit, thème qu'il retraite par la suite dans de nombreuses chansons comme Strawberry Fields Forever ou Rain. D'un point de vue musical, la chanson est jouée en mi majeur et introduite par une phrase d'harmonica répétée deux fois.

## Enregistrement
Dix des quatorze chansons de l'album Please Please Me sont mises en boîte au cours d'une journée de travail de plus de dix heures le lundi 11 février 1963 dans les studios EMI d'Abbey Road. There's a Place est la première d'entre elles, à dix heures du matin. Dix prises sont nécessaires. Au fur et à mesure de l'enregistrement, la chanson évolue, avec notamment une prise d'importance de la guitare rythmique de John Lennon.
Les mixages sont réalisés le 25 février par le producteur George Martin assisté des ingénieurs du son Norman Smith et A.B. Lincoln.

### Interprètes
- John Lennon : chant, guitare rythmique, harmonica
- Paul McCartney : chant, basse
- George Harrison : chœurs, guitare solo
- Ringo Starr : batterie

### Équipe de production
- George Martin : producteur
- Norman Smith : ingénieur du son
- Richard Langham : ingénieur du son (enregistrement)
- A.B. Lincoln : ingénieur du son (mixage)

## Correspondance possible
Dans Rubber Soul alors que les Beatles sont connus au point de ne plus même avoir à indiquer leur nom sur la couverture de cet album, la chanson In My Life, qui montre un John toujours nostalgique, mais bien plus serein, commence par les mots There are places.... Il pourrait s'agir d'un premier clin d'œil comme en regorgera plus tard Glass Onion.

## Parution
There's a Place apparaît en treizième et avant-dernière place de l'album Please Please Me, qui sort au Royaume-Uni le 22 mars 1963. L'album se maintient en tête des charts trente semaines, avant d'être détrôné par le deuxième opus du groupe, With The Beatles. Pour perpétuer le succès de l'album, EMI décide en juillet de sortir un maxi contenant les quatre dernières pistes de l'album : Twist and Shout, que clôt There's a Place. Ce disque se classe premier des ventes dans son format et devient la quatrième meilleure vente de disques de l'année tous formats confondus, avec plus de 800 000 exemplaires vendus.
Aux États-Unis, la sortie de la chanson est dans un premier temps plus conflictuelle : elle apparaît en janvier 1964 sur l'album Introducing… The Beatles du label Vee Jay qui a acquis les droits à la suite du refus initial de Capitol Records. Le 2 mars 1964, elle apparaît en face B du single Twist and Shout, l'un des deux singles des Beatles, toujours édités par Vee Jay mais avec l'étiquette Tollie Records. Lorsque Vee Jay perd les droits des chansons du groupe, Capitol Records publie en 1965 le 33 tours The Early Beatles qui reprend les chansons de Introducing… The Beatles mais en excluant There's a Place et Misery. On ne pourra réentendre ces chansons « perdues » que sur la version américaine de l'album Rarities en 1980.
Cette chanson a été enregistrée à trois reprises dans les studio de la BBC. La version du
1er août 1963 pour l'émission Pop Go the Beatles (en) du 3 septembre, est publiée sur On Air - Live at the BBC Volume 2. La partition d'harmonica, jouée en overdub par Lennon sur la version originale, est omise et on entend que la guitare de Harrison.

## Reprises
On ne compte que quelques reprises de There's a Place. George Martin en réalise une version orchestrale en 1964 sur son disque Off the Beatle Track. The Flamin' Groovies l'interprètent en 1978, de même que les Dickies en 1998 et les Smithereens en 2008.
La version francophone de  There's a place, ayant pour titre Adieu chagrin, est enregistrée en France en 1964 par Les Surfs.